# José Sandoval (futbolista chileno)
José Felipe Sandoval Domínguez (Tomé, Chile, 5 de septiembre de 1991) es un exfutbolista chileno. Jugaba de defensa y su último equipo fue el Deportes Concepción de la Primera B de Chile.

## Clubes
| Club                | País  | Año       |
| ------------------- | ----- | --------- |
| Deportes Concepción | Chile | 2011      |
| Fernández Vial      | Chile | 2012      |
| Deportes Concepción | Chile | 2013-2014 |